# Thrichomys apereoides
Thrichomys apereoides, vulgarmente conhecido por rabudo, punaré ou rato-boiadeiro, é um roedor da família da Echimyidae. É endêmico do Brasil, ocorrendo desde o litoral do Nordeste do Brasil (Ceará e Rio Grande do Norte) ao sul de Minas Gerais. Habita áreas pedregosas e de vegetação aberta, como a caatinga e o cerrado no Brasil. Possui pelagem macia, marrom-escura no dorso e cinzenta ou branca nas partes inferiores, e uma cauda longa e peluda.